# Amiga User International
Amiga User International (ou AUI) est un magazine d'informatique mensuel publié par AUI Limited. Il s'agit du premier magazine consacré aux Amiga en Europe, et se veut plus professionnel et sérieux que les autres magazines au même sujet. Il inclut en particulier les AUI SuperDisks, qui profitent d'une meilleure compression pour inclure plus de contenu que les disques habituels en couverture de magazines.

## Historique
Le magazine est publié pour la première fois en novembre 1986 comme supplément de Commodore Computing International. En janvier 1988, il commence à être publié à part. Son dernier numéro paraît en mai 1997, après 127 numéros publiés.
Pendant son existence, Amiga User International est publié par sept entreprises différentes. Il est fondé par Croftwood Limited, qui le publie jusqu'en octobre 1990. Maxwell Specialist Magazines le publie ensuite, de novembre 1990 à 1992. Headway, Home & Law publie entre 1992 et 1994. De 1994 à sa fin en 1997, le magazine est publié par AUI Limited.